# Таичи Вакасама
Таичи Вакасама (енгл. Taichi Vakasama; 12. октобар 1999) фиџијански је пливач чија специјалност су трке прсним стилом. Вишеструки је национални и пацифички првак и рекордер. 
Студент је медицине на Универзитету Фиџија у Сувој.

## Спортска каријера
На међународној сцени је дебитовао током 2017, прво на Омладинским играма Комонвелта у Насауу где је освојио бронзану медаљу у трци на 200 прсно, а потом и на јуниорском првенству света у Индијанаполису, где је остварио неколико солидних резултата. 
У сениорској конкуренцији је дебитовао на светском првенству у малим базенима у Хангџоуу 2018, да би годину дана касније по први пут запливао и на првенству у великим базенима у корејском Квангџуу. У Кореји је Вакасама наступио у квалификационим тркама на 100 прсно (54. место) и 200 прсно (46. место).